# Kanton Limoges-Couzeix
Kanton Limoges-Couzeix is een voormalig kanton van het Franse departement Haute-Vienne. Kanton Limoges-Couzeix maakte deel uit van het arrondissement Limoges. Het werd opgeheven bij decreet van 20 februari 2014, met uitwerking op 22 maart 2015.

## Gemeenten
Het kanton Limoges-Couzeix omvatte de volgende gemeenten:
- Couzeix
- Limoges (deels, hoofdplaats)